# Equipos ciclistas españoles en 2004
Relación de equipos ciclistas españoles en la temporada 2004.

## Primera División
- Illes Balears-Banesto
- Euskaltel-Euskadi
- Liberty Seguros
- Relax-Bodysol
- Saunier Duval-Prodir

## Segunda División
- Cafés Baqué
- Comunidad Valenciana-Kelme
- Costa de Almería-Paternina

| Predecesor: Equipos ciclistas españoles en 2003 | Equipos ciclistas españoles 2004 | Sucesor: Equipos ciclistas españoles en 2005 |

- Datos: Q5835095